# Xalapa
Xalapa-Enríquez, soms geschreven als Jalapa, (Nahuatl: Xallapan) is de hoofdstad van de Mexicaanse deelstaat Veracruz. Xalapa heeft ongeveer 387.879 inwoners en is de hoofdplaats van de gemeente Xalapa.

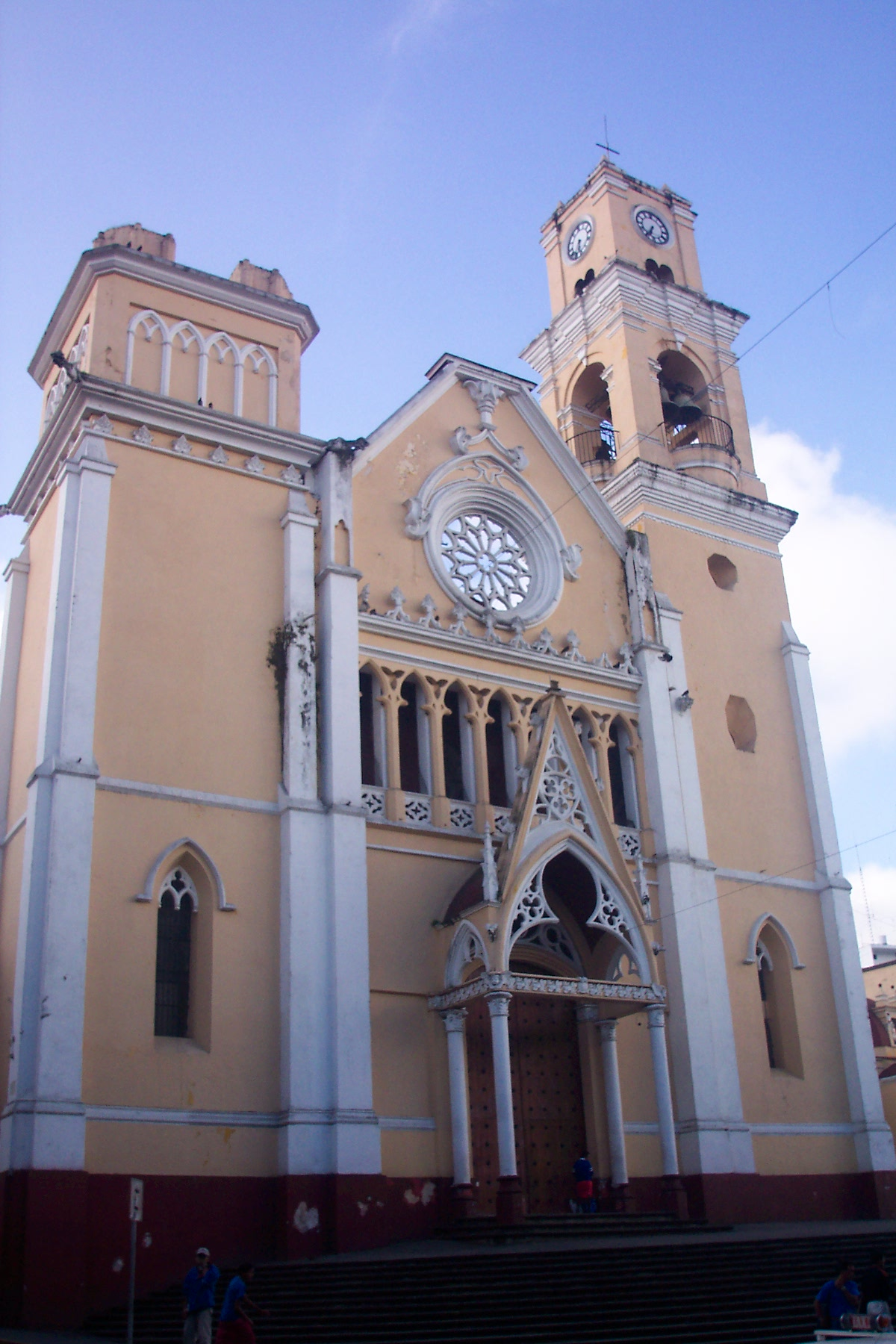
De kathedraal Metropolitana de la Immaculada Concepción in Xalapa de Enríquez

## Stadsbeeld
Xalapa is bekend als het "Athene van Veracruz", vanwege haar drie universiteiten en haar sterke culturele invloed. Xalapa is tevens een bisschopszetel. Xalapa is gelegen nabij de oostelijke hellingen van de Cofre de la Perote, waardoor de stad zich op geaccidenteerd terrein bevindt.
Het Antropologiemuseum van Xalapa, waarin zich verschillende topstukken uit het precolumbiaanse verleden van de staat bevinden, geldt als een van de betere musea van het land.

## Geschiedenis
De naam komt van het Nahuatl Xallapan, wat "bron in het zand" betekent. Xalapa werd voor het eerst bewoond door de Totonaken. Xalapa bestond oorspronkelijk uit vier dorpen, die aaneen zijn gegroeid. In de tweede helft van de 15e eeuw werd Xalapa veroverd door de Azteken.
Volgens de folklore was Xalapa tijdens de koloniale periode de woonplaats van Florecita, die de mooiste vrouw op de wereld zou zijn geweest. Bekender zijn echter de Jalapeñopepers, die naar deze stad zijn genoemd.
Drie Mexicaanse presidenten zijn geboren in Xalapa: Francisco Javier Echeverría (1841), José Joaquín de Herrera (1844-1845 en 1848-1851) en Sebastián Lerdo de Tejada (1872-1876). Xalapa is in 1885 de hoofdstad van Veracruz geworden, aangezien het in tegenstelling tot de oude hoofdstad Veracruz, niet kwetsbaar was voor aanvallen.

## Geboren
- José Joaquín de Herrera (1792-1854), militair en president van Mexico
- Antonio López de Santa Anna (1794-1876), militair, president van Mexico en dictator
- Francisco Javier Echeverría (1797-1852), president van Mexico
- Sebastián Lerdo de Tejada (1823-1893), president van Mexico
- Sergio Obeso Rivera (1931-2019), geestelijke en kardinaal